# ある朝、風に吹かれて
「ある朝、風に吹かれて」（あるあさ、かぜにふかれて）は、1992年11月11日に発売されたEPOの26枚目のシングル。発売元はTM FACTORY / 東芝EMI。規格品番はTODT-2955。

## 概要
表題曲「ある朝、風に吹かれて」は、アルバム『Wica』収録曲の「ジェラシーと呼ばないで」に別の歌詞を付けたもので、フジテレビ系ドラマ・木曜劇場『わがままな女たち』の主題歌として使用された。
カップリング曲の「見知らぬ手と手」は、アルバム『Wica』からのリカット。EPOがある日電車の中で見掛けた青年海外協力隊のポスターに触発されて作られた曲である。シンガーソングライターの沢知恵が、1998年5月20日発売のアルバム『いいうたいろいろ』でカバーしている。

## 収録曲
| 全作詞・作曲: EPO。 |                                   |           |            |             |      |
| #                   | タイトル                          | 作詞      | 作曲・編曲 | 編曲        | 時間 |
| 1.                  | 「ある朝、風に吹かれて」          | EPO       | EPO        | EPO・門倉聡 | 5:45 |
| 2.                  | 「見知らぬ手と手」                | EPO       | EPO        | EPO         | 5:05 |
| 3.                  | 「ある朝、風に吹かれて」(KARAOKE) | EPO       | EPO        |             | 5:45 |
| 合計時間:           | 合計時間:                         | 合計時間: | 16:35      |             |      |

## 参加ミュージシャン
ある朝、風に吹かれて
- Synthesizer Programming: 菅原弘明・水出浩
- A. Guitar, Bouzouki: 小倉博和
- Keyboard: 門倉聡
- Percussion: 渡辺亮[6]

見知らぬ手と手
- Piano: 門倉聡

## 収録アルバム
ある朝、風に吹かれて
- epo Works
- KAWI 〜唄の谷〜
- TRAVESSIA EPO'S BEST 1980-1999
- ゴールデン☆ベスト EPO (EMI YEARS)

見知らぬ手と手
- Wica
- KAWI 〜唄の谷〜
- ゴールデン☆ベスト EPO (EMI YEARS)

## 参考資料
- 長井英治『Disk Collection 日本の女性シンガー・ソングライター』シンコーミュージック・エンタテイメント、2013年4月16日。ISBN 978-4-401-63804-8。